# Interstate 495 (New York)
De Interstate 495 (I-495), ook gekend als de Long Island Expressway (LIE) of the Expressway is een aanvullende Interstate Highway in de Amerikaanse staat New York die het stadscentrum van New York verbindt met Long Island en zo de verbinding maakt met onder meer The Hamptons. De weg behoort tot de korte aanvullende trajecten autosnelweg rond de Interstate 95. Het beheer van de autosnelweg ligt gezamenlijk bij het New York State Department of Transportation (NYSDOT), het New York City Department of Transportation (NYCDOT), MTA Bridges and Tunnels en de Port Authority of New York and New Jersey.
Het traject met een lengte van 114 km loopt van west naar oost, begint aan de westelijke tunnelmond van de Queens-Midtown Tunnel in Manhattan en eindigt in Riverhead in Suffolk County op Long Island. De tunnel werd al in 1940 in gebruik genomen, de designatie van de snelweg en de bijhorende eerste segmenten werden in 1958 ingehuldigd maar de laatste stukken van het traject werden pas in 1972 geopend voor het verkeer. 
De aansluiting met de I-95 in New Jersey die eigenlijk logisch hoort bij de naamgeving van de I-495 kwam er uiteindelijk niet. Deze aansluiting op de I-95, of de New Jersey Turnpike zoals die highway daar lokaal genoemd wordt, was voorzien in Secaucus. Na de aanleg van de Turnpike in de vroege jaren vijftig volgde de oost-west snelweg die de verbinding maakte met de Lincoln Tunnel onder de Hudson. De snelweg kreeg initieel al de naam I-495, maar werd in 1979 hernoemd naar de New Jersey State Route 495. De Lincoln Tunnel kreeg in die jaren vijftig op basis van de toenemende verkeersdrukte enkel nog maar versterkt door de nieuwe snelweg ook zijn derde koker. De plannen voor een snelwegtraject dwars door het zuiden van Manhattan, de Mid-Manhattan Expressway, lagen op tafel in de jaren zestig maar werden in 1970 geannuleerd.  Dit traject van aan de Lincoln Tunnel langs 30th Street East zou intersecties gehad hebben met de New York State Route 9A en de Franklin D. Roosevelt East River Drive alvorens de Queens-Midtown Tunnel te bereiken.
2 · 4 · 5 · 8 · 10 · 12 · 15 · 16 · 17 · 19 · 20 · 22 · 24 · 25 · 26 · 27 · 29 · 30 · 35 · 37 · 39 · 40 · 43 · 44 · 45 · 49 · 55 · 57 · 59 · 64 · 65 · 66 · 68 · 69 · 70 · 71 · 72 · 73 · 74 · 75 · 76 (west) · 76 (oost) · 77 · 78 · 79 · 80 · 81 · 82 · 83 · 84 (west) · 84 (oost) · 85 · 86 (west) · 86 (oost) · 87 · 88 (west) · 88 (oost) · 89 · 90 · 91 · 93 · 94 · 95 · 96 · 97 · 99 · 165 · 238 · 265 · 277 · 278 · 287 · 355 · 390 · 465 · 485 · 565 · 684 · 787 · 790 · 865

Hawaii:
H-1 · H-2 · H-3  
Alaska:
A-1 · A-2 · A-3 · A-4  
Puerto Rico:
PR-1 · PR-2 · PR-3